# Alina Myrcha
Alina Myrcha (ur. 1939 w Warszawie, zm. 30 czerwca 2014 w Białymstoku) – polski biolog, ekofizjolog, profesor nauk przyrodniczych, wykładowca akademicki.

## Życiorys
Studia ukończyła w 1962 r. na Wydziale Biologii i Nauk o Ziemi Uniwersytetu Warszawskiego. Na tym Wydziale uzyskała również, w 1966 r., stopień doktora nauk przyrodniczych. Stopień doktora habilitowanego nauk przyrodniczych, w zakresie fizjologii zwierząt, otrzymała w 1973 r. w Instytucie Biologii Stosowanej Akademii Rolniczej w Krakowie. Tytuł profesora uzyskała w 1989 r., a w 1999 r. objęła stanowisko profesora zwyczajnego.
Pracę zawodową rozpoczęła w 1962 r. w Zakładzie Badania Ssaków PAN w Białowieży, następnie pracowała w Zakładzie Ekologii PAN, Zakładzie Parazytologii PAN oraz w Instytucie Fizjologii i Żywienia Zwierząt PAN. Od 1975 do 2008 r. (do emerytury) pracowała na Uniwersytecie w Białymstoku, dawnej Filii Uniwersytetu Warszawskiego, gdzie od podstaw tworzyła Zakład Biologii (w 1989 roku  przekształcony w Instytut Biologii), którym kierowała przez 20 lat z przerwą w latach 1990-1997; organizowała studia biologiczne (biologię ogólną i środowiskową) oraz studia zaoczne, pełniąc równocześnie funkcję prodziekana, potem dziekana Wydziału Matematyczno-Przyrodniczego oraz zastępcy Kierownika Filii UW w Białymstoku. Równocześnie, przez cały czas  pracy na Uniwersytecie w Białymstoku, kierowała Zakładem Fizjologii Zwierząt. Była członkiem Rad Naukowych kilku placówek m.in. Wigierskiego Parku Narodowego. Przez dwie kadencje (w latach 1987-1992) pełniła funkcję Sekretarza Komitetu Zoologii PAN.
Wykształciła około 40 magistrów biologii i wypromowała dwóch doktorów; z jej szkoły wyszło także dwoje doktorów habilitowanych.
W pracy naukowej zajmowała się zagadnieniami z pogranicza fizjologii porównawczej i ekologii ewolucyjnej zwierząt (czynnikami fizjologicznymi, które wyznaczają granice wydolności organizmów), w szczególności ssaków i ptaków.

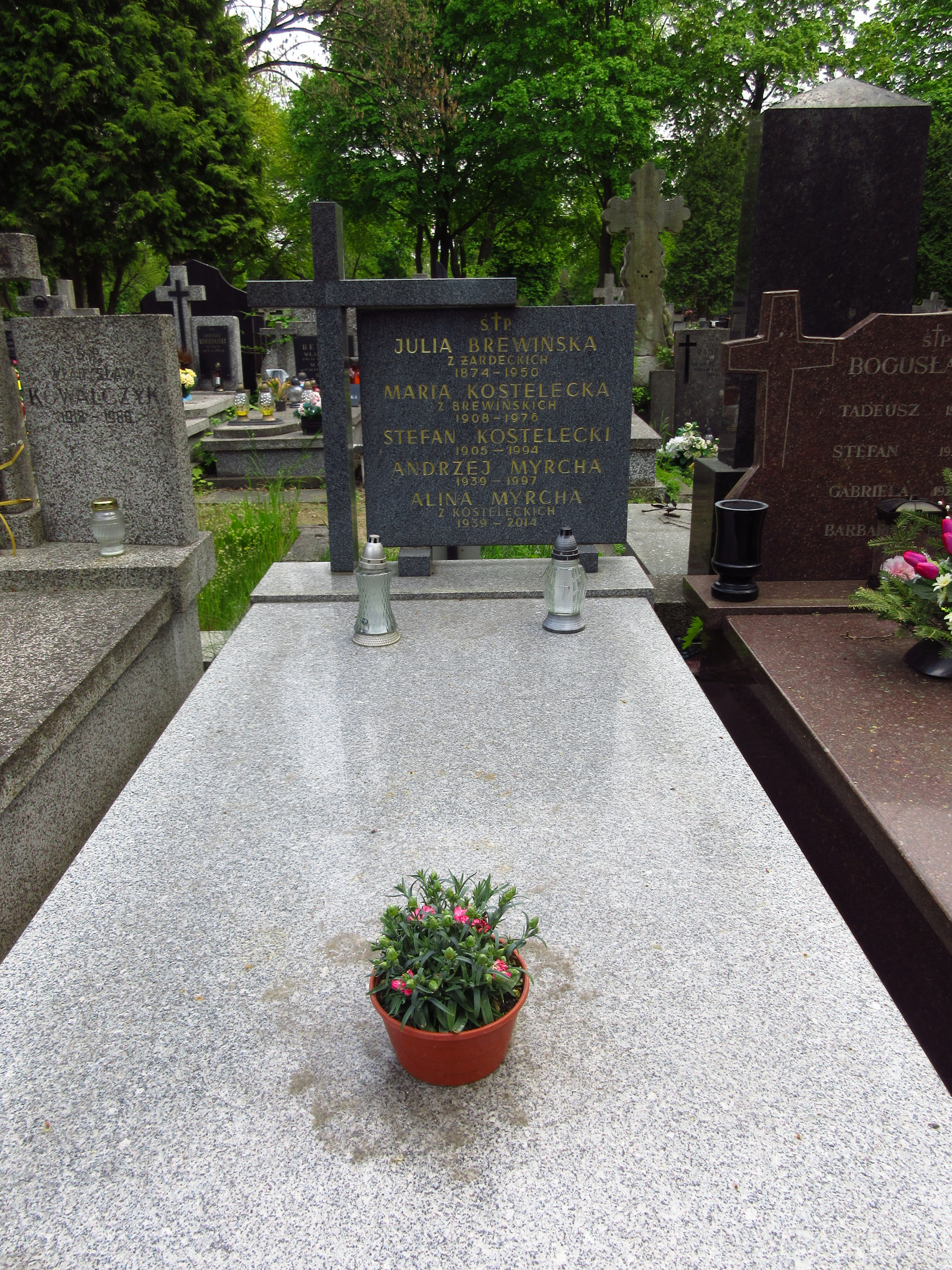
Grób profesorów Aliny i Andrzeja Myrchów na Cmentarzu Bródnowskim.

Swój dorobek naukowy publikowała jako Alina Kostelecka-Myrcha.
Zmarła 30 czerwca 2014 r. w Białymstoku. Została pochowana na cmentarzu Bródnowskim w Warszawie (kwatera 49D-VI-17).
Wielokrotnie odznaczana, m.in.:
- Złoty Krzyż Zasługi[2],
- Krzyż Kawalerski Orderu Odrodzenia Polski[3],
- Medal Komisji Edukacji Narodowej[4],
- Medal Uniwersytetu w Białymstoku[5],
- Srebrną Odznaka „Zasłużony Białostocczyźnie”[6],
- Złota Odznaka „Zasłużony Białostocczyźnie”[7].